# Savana pedemontana dell'Arabia sud-occidentale
La savana pedemontana dell'Arabia sud-occidentale è un'ecoregione dell'ecozona afrotropicale (codice ecoregione: AT1320) situata nella parte meridionale della penisola arabica che comprende parti di Arabia Saudita e Yemen e un piccolo tratto di Oman. 
Appartiene al bioma Deserti e macchia xerofila della regione afrotropicale. Interessa l'area della penisola arabica sud-occidentale, meridionale e sud-orientale. 
L'ecoregione fa parte dell'ecoregione globale denominata Zone boschive e boscaglie dell'altopiano della penisola araba, inclusa nella lista Global 200. 

## Territorio
L'ecoregione occupa la zona di medie altitudini del settore sud-occidentale della penisola. Il deserto costiero nebbioso della penisola arabica la separa dalla costa del mar Rosso e del golfo di Aden, ad altitudini maggiori sfuma nelle boscaglie montane dell'Arabia sud-occidentale, che ricoprono i monti dell'Asir in Arabia Saudita e gli altopiani occidentali dello Yemen, mentre a nord e ad est il più arido semi-deserto e deserto tropicale nubico-sinaitico del Mar Rosso la separa dagli inospitali deserti dell'Arabia centrale. Le temperature elevate - che in alcune zone si aggirano intorno ai 30 °C - e le scarse precipitazioni - inferiori ai 27 mm annui - caratterizzano questa ecoregione desertica. Il paesaggio è dominato da altopiani pianeggianti e da pianure incise da uidian.

## Flora
Gran parte della vegetazione è costituita da una bassa boscaglia dominata da alberi di acacia e da graminacee e altre erbe stagionali, ma in alcune aree più elevate e più umide crescono boschetti di ginepro con licheni e felci che ricoprono i pendii.

## Fauna
Situata lungo la rotta migratoria tra Eurasia e Africa, questa regione è un importante punto di sosta per molte specie di uccelli migratori, soprattutto rapaci, che approfittano del breve tratto di mare per passare dallo Yemen a Gibuti. Tra i numerosi mammiferi che popolano la regione vi sono il lupo d'Arabia (Canis lupus arabs), la iena striata (Hyaena hyaena), il tasso del miele (Mellivora capensis), il caracal (Caracal caracal), la gazzella d'Arabia (Gazella arabica), lo stambecco della Nubia (Capra ibex nubiana), l'istrice indiano (Hystrix indica), il gatto selvatico (Felis lybica ornata), la genetta comune (Genetta genetta), la mangusta dalla coda bianca (Ichneumia albicauda) e la procavia delle rocce (Procavia capensis).

## Conservazione

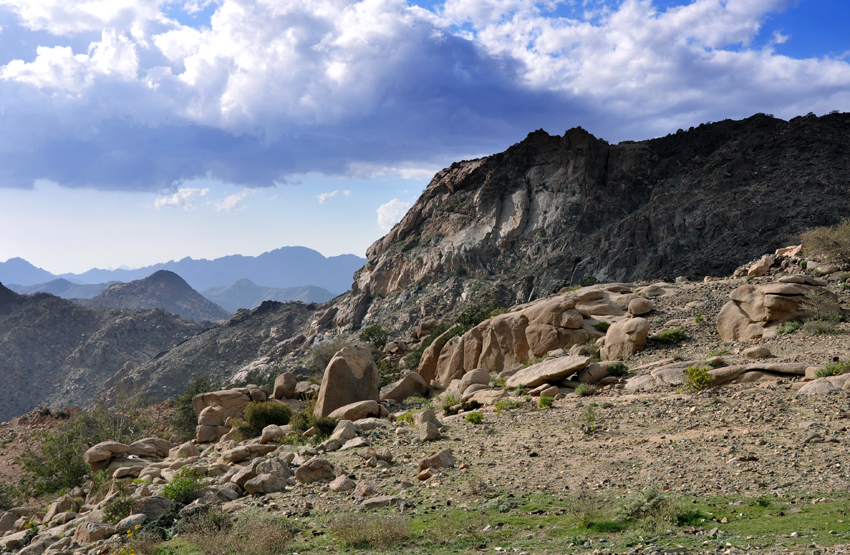
Paesaggio a sud di Ta'if, Arabia Saudita

In molte parti dello Yemen la maggior parte degli abitanti possiede armi da fuoco, il che rende intensa la pressione venatoria sulla fauna selvatica. Un ulteriore danno a quest'ultima è causato dagli attacchi da parte dei branchi di cani domestici e randagi. Tuttavia, dal momento che nello Yemen orientale la popolazione è molto scarsa, i pascoli presenti non sono stati ancora sfruttati intensivamente dal bestiame domestico. In Arabia Saudita, alcune regioni sono protette tradizionalmente per l'apicoltura e l'agricoltura terrazzata, pertanto anche la vegetazione spontanea ivi presente è in buono stato.